# Сурчин
Сурчин (серб. Сурчин) — город в Сербии, в пригороде Белграда, центр общины Сурчин.

## История
Первое упоминание о населённом пункте на месте современного Сурчина относится к 1404 году, когда он был подарен венгерским королём дворянской семье Морович, потомкам Иоахима Гут-Келеда. После Пожаревацкого мира 1718 года территория Сурчина входит в состав земунского поместья графа Шенборна. В 1745 году Сурчин включён в Военную границу и туда переселилось несколько сотен хорватов из Лики.
Сурчин — родина хорватского лётчика-аса Мато Дуковаца.
В 2004 году Сурчин стал центром общины Сурчин, которая была выделена из состава общины Земун.
С 2005 года настоятелем католической церкви Сурчина служит известный хорватский поэт и историк Марко Кляич (Marko Kljajić), автор книги «Surčin kroz povijest» («Сурчин сквозь историю»).

## Население
Численность населения 14 292 чел. (перепись 2002).
Большинство населения города составляют сербы — 86 %. Проживают также цыгане (5 %), хорваты (3 %), югословены (1 %), черногорцы (1 %) и другие.
Численность совершеннолетних в городе — 11 069 чел, средний возраст населения — 37,2 года (мужчины — 36,3, женщины — 38,1). В городе имеется 4318 домохозяйства, среднее число человек в которых — 3,31.